# Petra Boshart
Petronella Adriana (Petra) Boshart (Amsterdam, 25 mei 1960) is een Nederlandse beeldhouwer.

## Leven en werk
Boshart stamt uit een steenhouwerstraditie: haar vader, grootvader en overgrootvader waren steenhouwers. Zij werkt veelal vanuit een idee dat eerst wordt vertaald naar een schets en daarna groter uitgewerkt. Daarbij laat ze ruimte voor toeval en de aard van de steensoort. Kopiëren vindt ze geen uitdaging en in de eindfase wil ze het beeld herkennen en toch verrast worden. In haar werk zijn invloeden van Afrikaanse en prehistorische kunst herkenbaar.
Boshart studeerde van 1979 tot 1983 bij onder anderen Jan Meefout en Leo de Vries aan de Amsterdamse Academie voor Beeldende Vorming. Sinds 1995 heeft zij deelgenomen aan sculptuursymposia in België (Comblain-au-Pont), Duitsland (Altkünkendorf in Angermünde), Frankrijk (Châtelaudren), Nederland (de Ploegh, Flehite) en Italië (Bagni di Lucca). Zij beschouwt deze symposia, waar zij voor het eerst monumentale beelden maakte, als hoogtepunten in haar loopbaan. Het beeld Mental map, dat ontstond tijdens het symposium in Altkünkendorf, heeft een omvang van ongeveer twee kubieke meter en heeft zijn plek gevonden nabij Exloo.
Gedurende tien jaar heeft zij les gegeven aan de opleiding Kreatieve Educatie in Amsterdam. Zij werkt nu als docente bij de Gooise Academie en Fluxus in Zaandam. Zij is lid van de Nederlandse Kring van Beeldhouwers.
In 2021 werd haar werk geselecteerd voor de internationale online expositie Radiance of Imagination van de Sculptors Alliance in New York. Naar aanleiding van haar solo-expositie in Het Depot verscheen in 2024 de monografie Petra Boshart Dood en leven.
Bosharts atelier is bij een boerderij in Abcoude.

## Solo-exposities
- Galerie De Ploegh, Amersfoort (2001)
- De Verbeelding, Baarle Nassau (2003)
- Thomaskerk, Amsterdam (2007)
- Het Depot, Wageningen (2011)
- Het Oude Raadhuis, Aalsmeer, Duo (2017)
- Het Depot, Wageningen (2024)

## Enkele werken in de openbare ruimte
- Sheela na gig (1988), Amsterdam
- Labyrint (1988), Hoofddorp
- Vision (1990), Middenbeemster
- Mental map (1995), langs de Flintenroute in Exloo, Borger-Odoorn
- Fruta de la pasion (1997), Comblain-au-Pont
- Broken wings (2000), Akerendam, Beverwijk
- Land van melk en honing (2000), Het Depot, Wageningen
- Passage (2002), Comblain-au-Pont
- Lost (2004), aanloophaven ter hoogte van Vrouwenzand, Huizen

## Fotogalerij

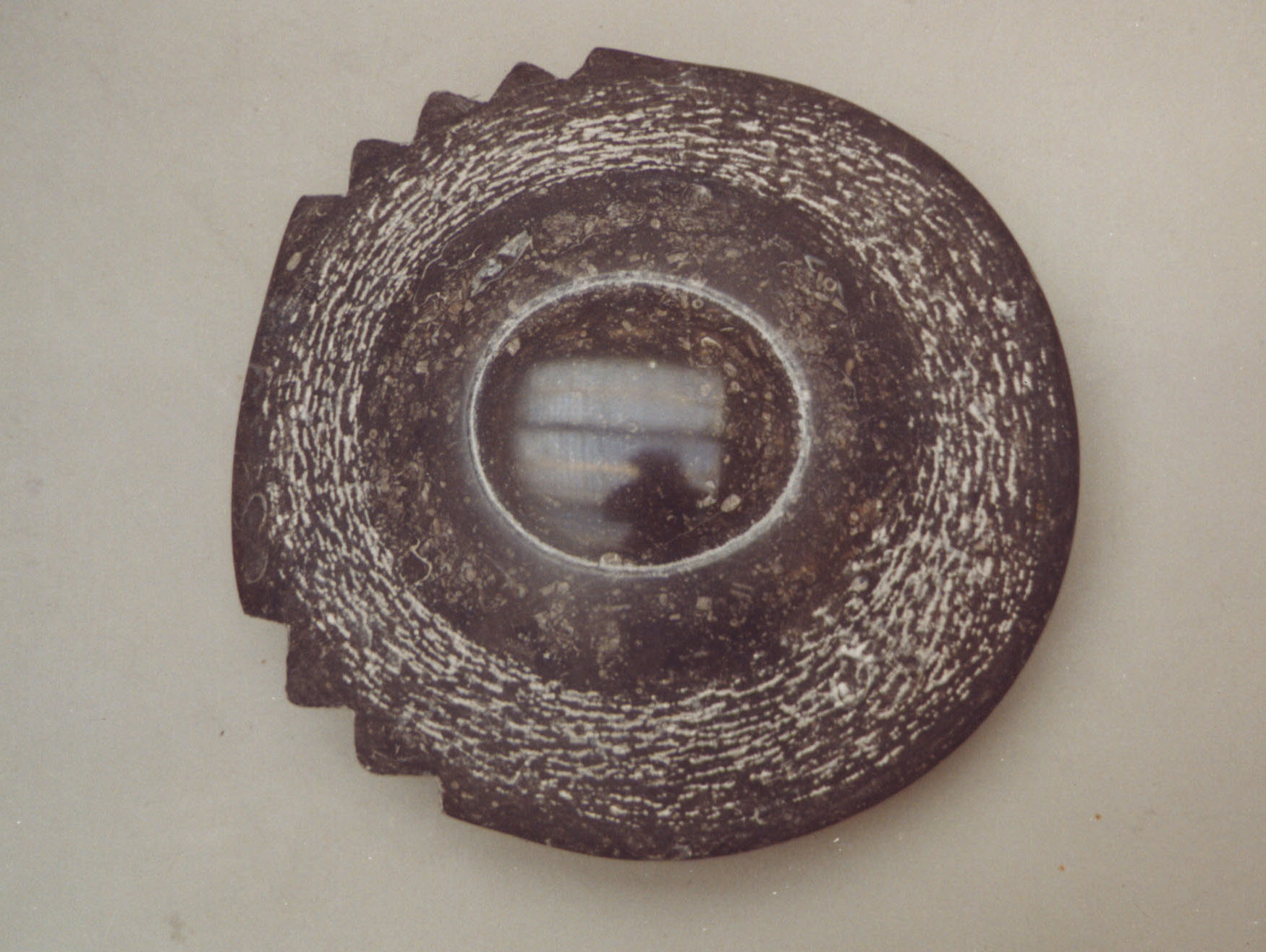
Geborgen, geboren (circa 1990)
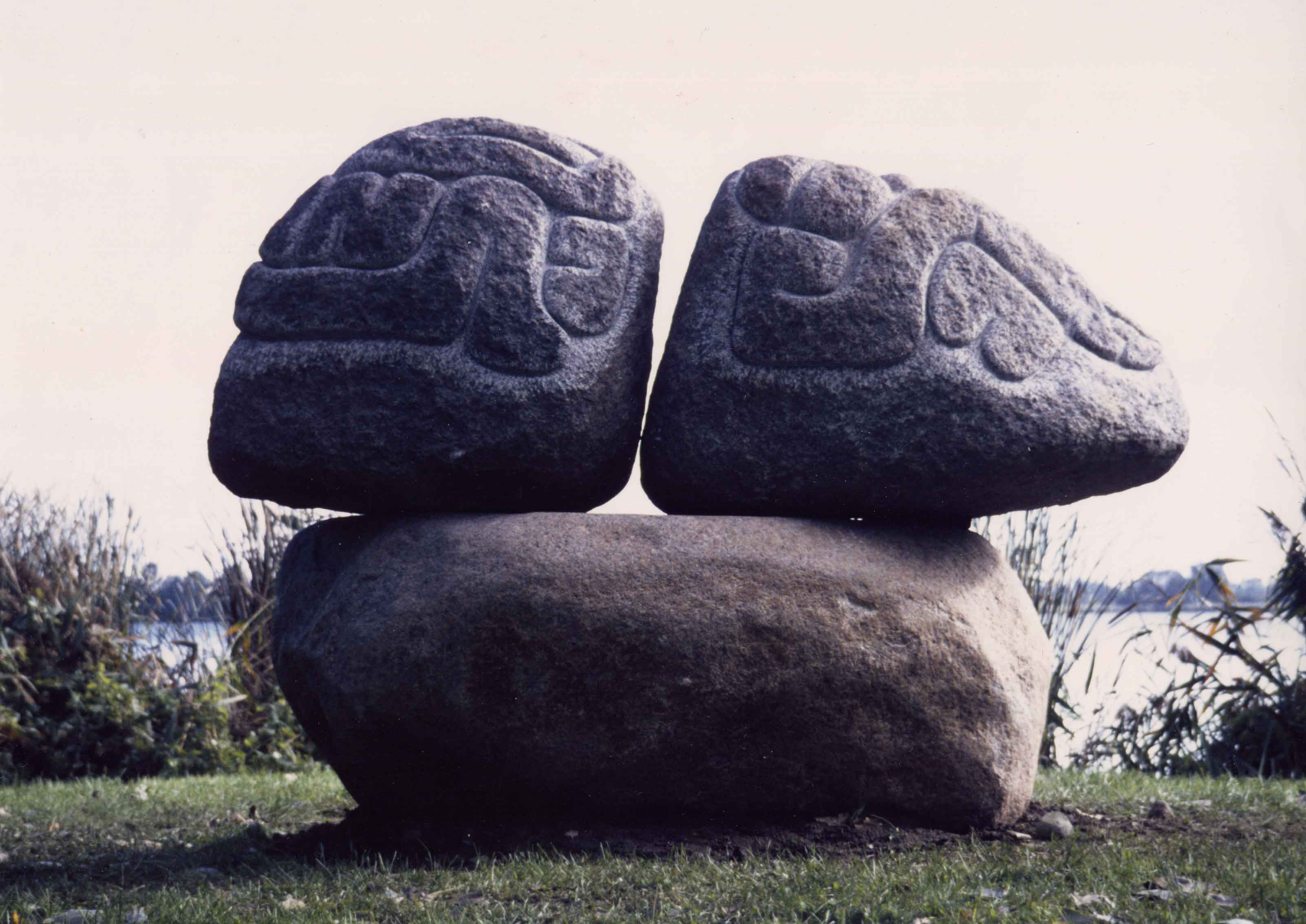
Mental Map (1995)
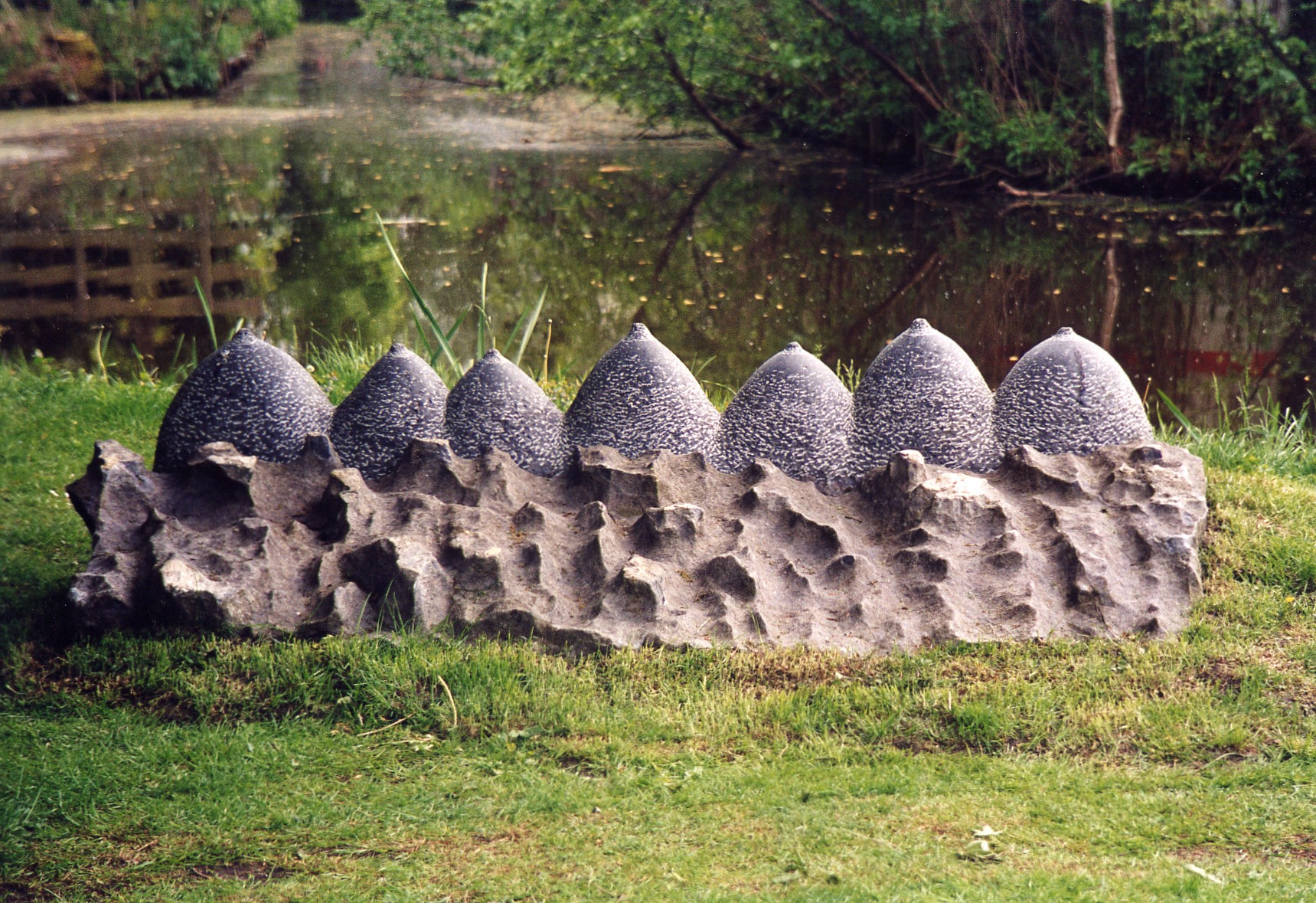
Land van melk en honing (2000)
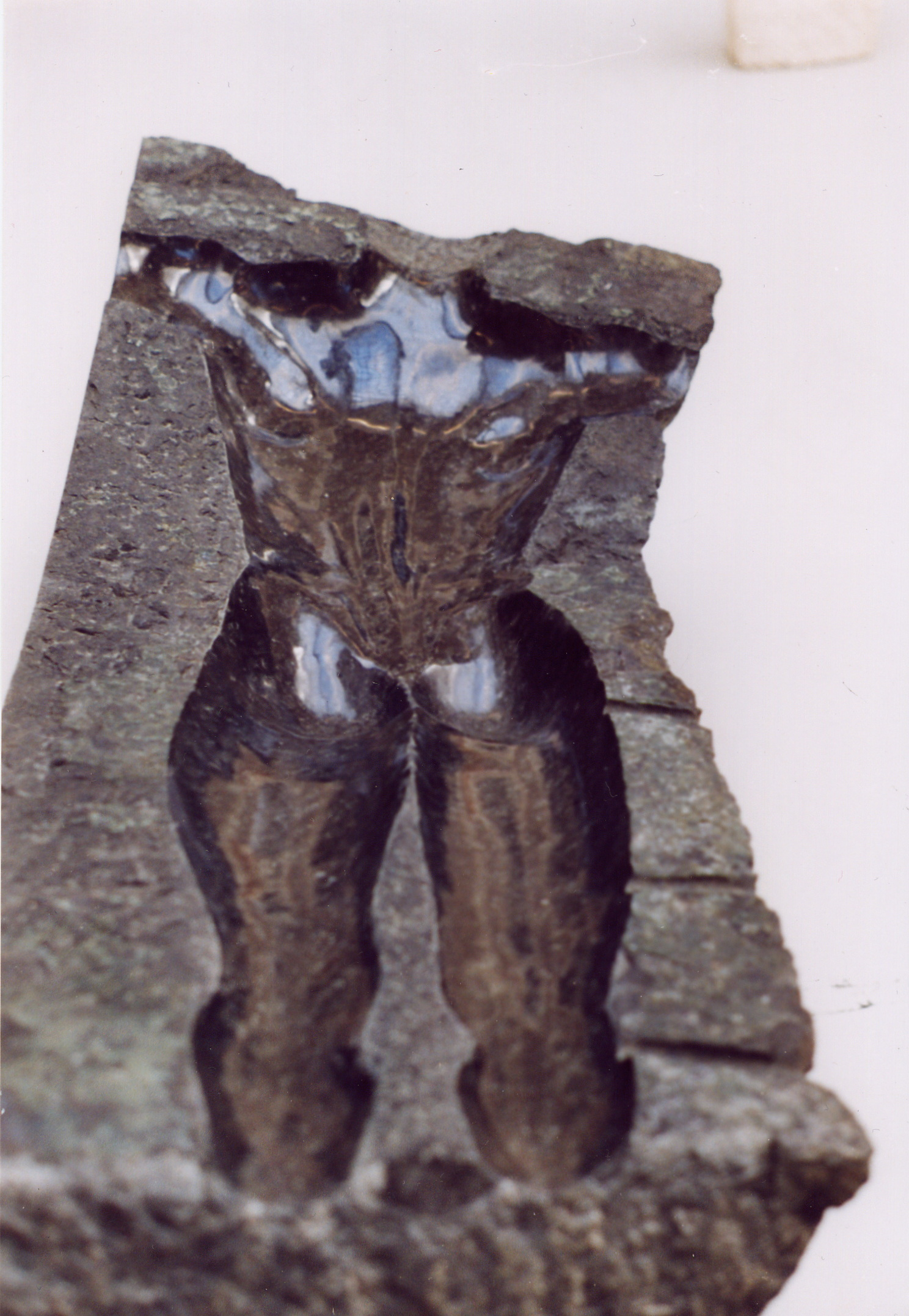
Lost, detail (2004)
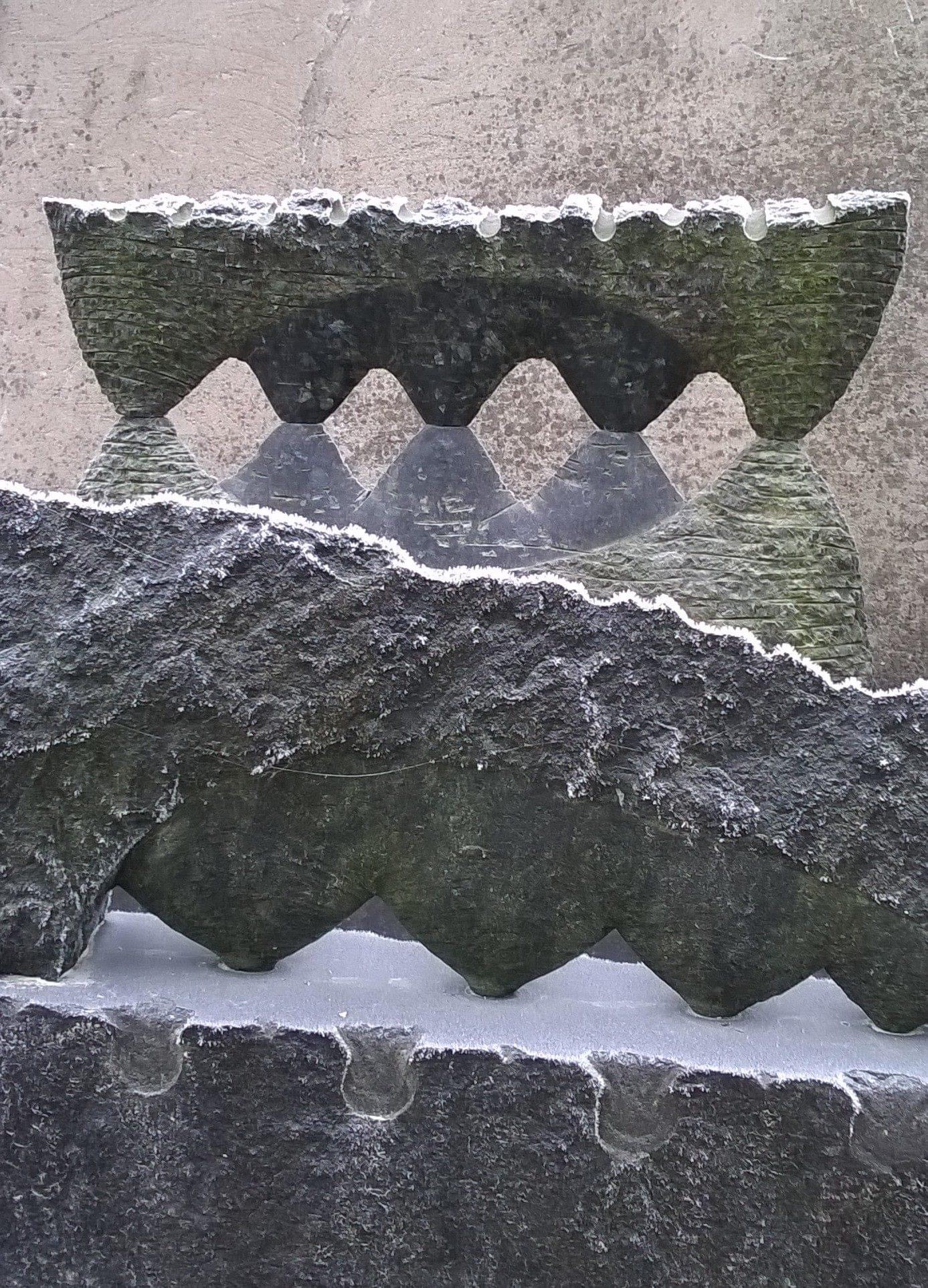
Cabo Verde en Roma
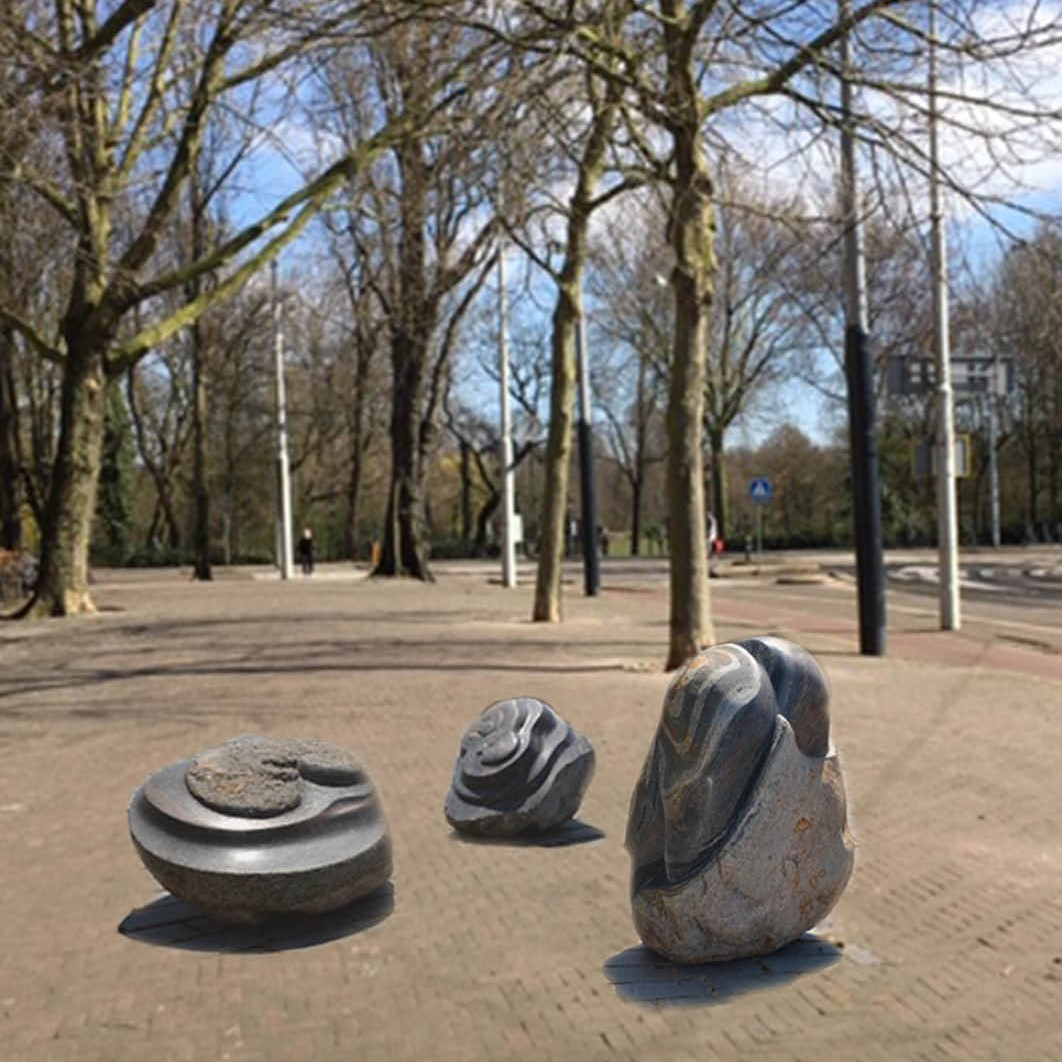
About Life
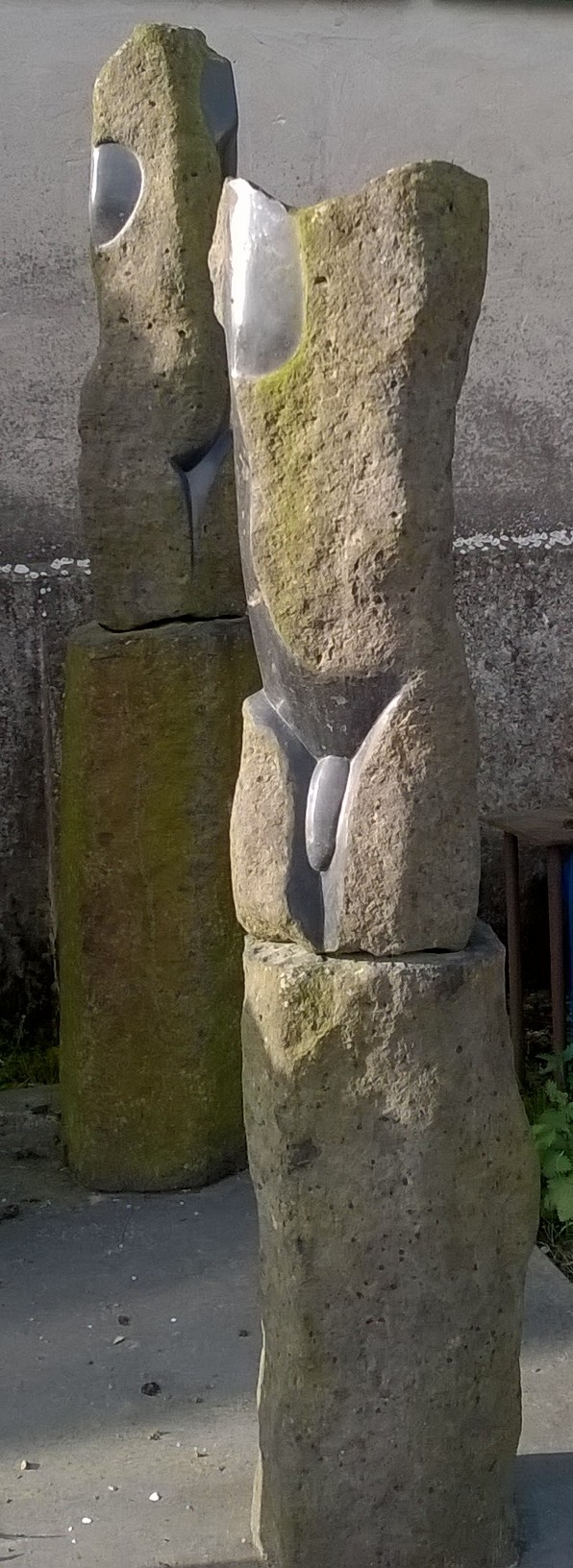
First People
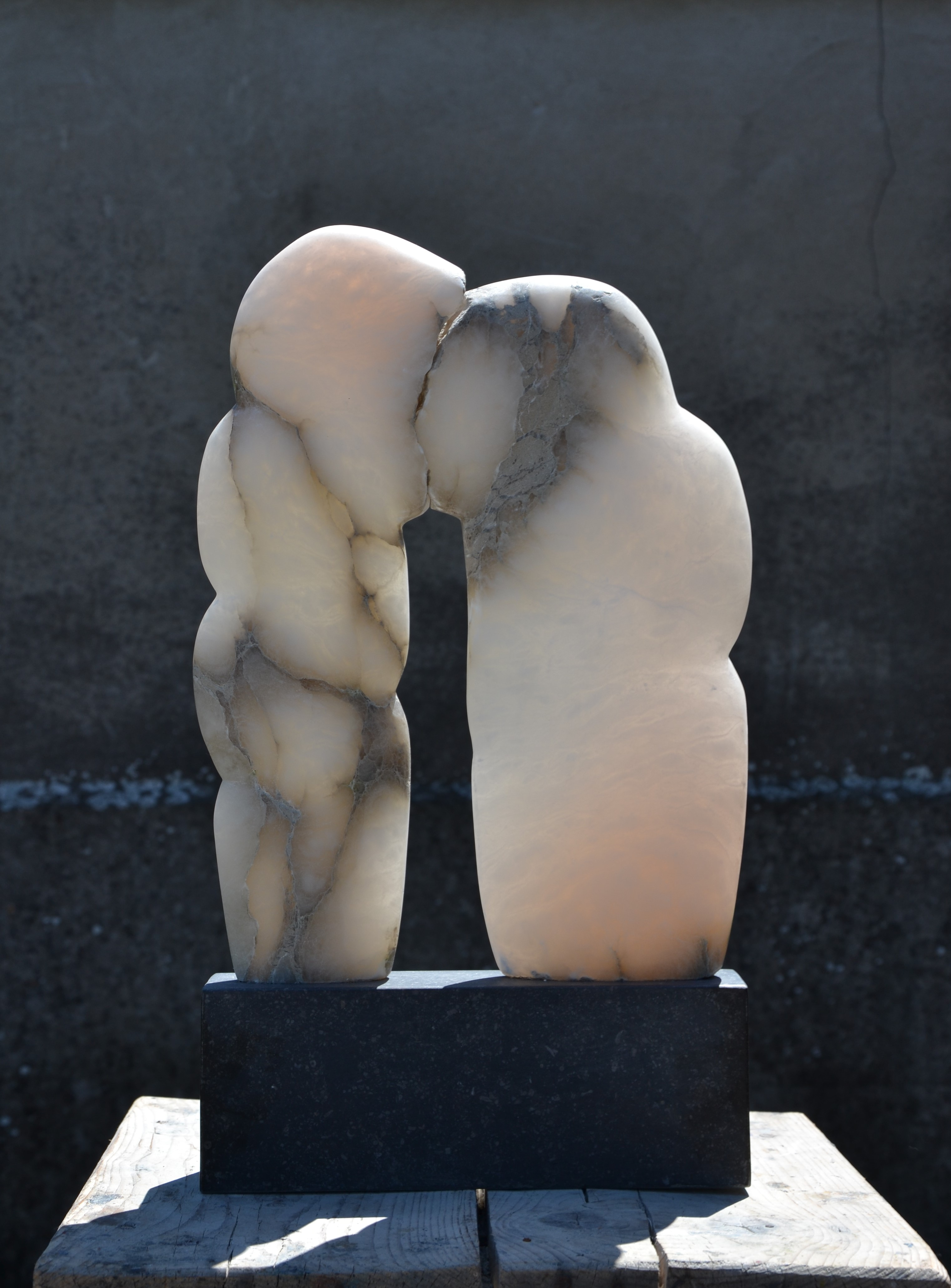
Broken Dreams
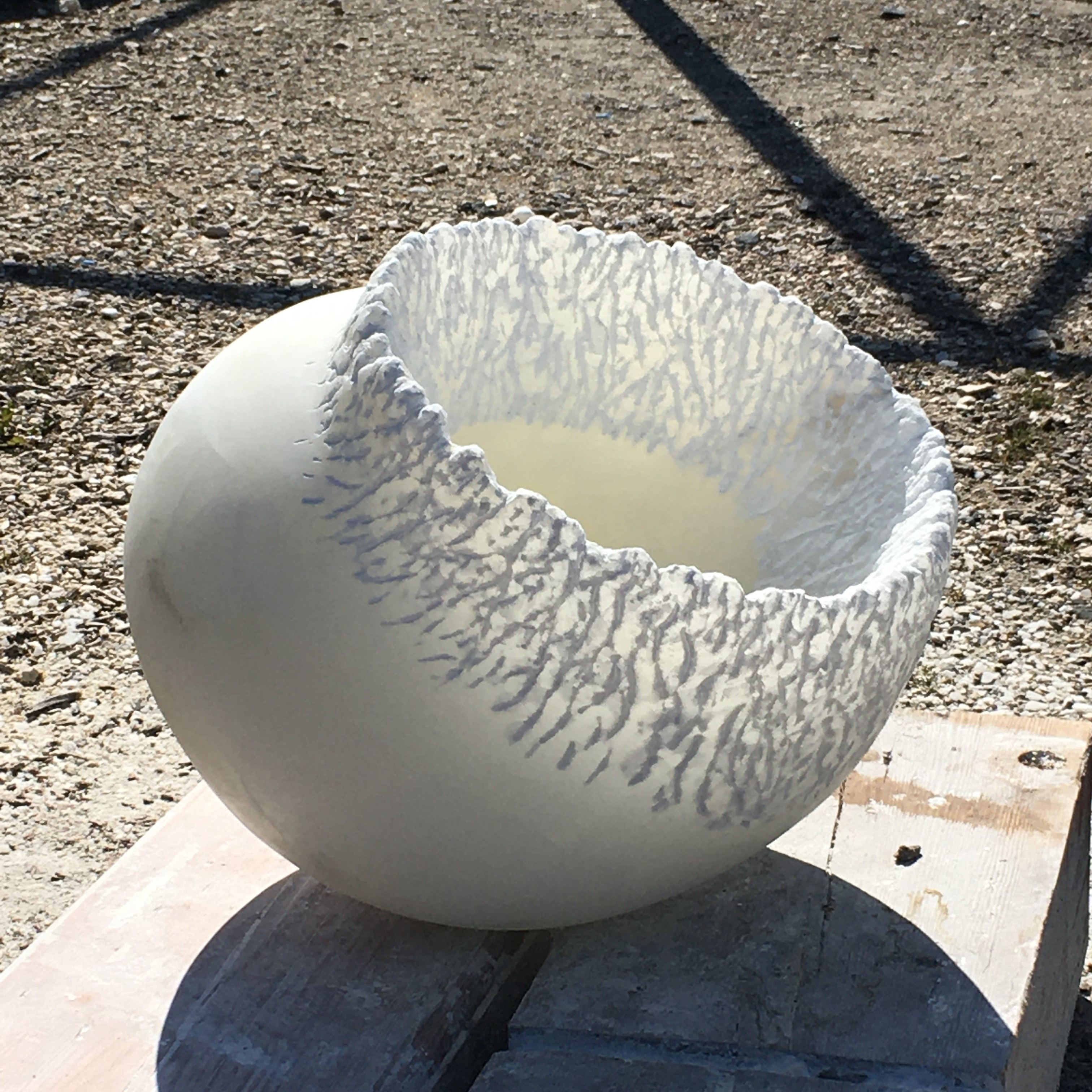
Sea Lace

- International Standard Name Identifier: 0000 0003 9558 2156
- Nederlandse Thesaurus van Auteursnamen: 331653656
- RKD-Nederlands Instituut voor Kunstgeschiedenis: 11083
- Virtual International Authority File: 290327446
- WorldCat: E39PBJdWPc4gXmTGDKTDb7tYfq